# Charles l'Enfant
Charles l'Enfant (latin Karolus puer, selon les annales de Saint-Bertin), né vers 847/848, mort le 29 septembre 866 près de Buzançais, est roi d'Aquitaine du 15 octobre 855 à sa mort. Il est le second fils du roi Charles II le Chauve et de sa première épouse Ermentrude d'Orléans.

## Règne

L'Empire carolingien à la suite du partage de 843. Le royaume d'Aquitaine est enlevé à Pépin II en 855 par Charles le Chauve qui l'attribue à son fils Charles l'Enfant.

À la suite de l'emprisonnement du roi Pépin II d'Aquitaine, les grands d'Aquitaine se révoltent en 853, faisant appel à Louis le Germanique. Ils offrent la couronne d'Aquitaine à son fils Louis le Jeune qui traverse la Neustrie avec une armée. Il traverse la Loire fin septembre ou début octobre 854 et parvient jusqu'à Limoges. Mais le peu de soutien des Aquitains après les exactions de ses soldats et l'intervention de son oncle Charles le Chauve le poussent à la retraite. Dans le même temps, Pépin II d'Aquitaine et son frère Charles, parviennent à s'échapper du couvent où ils étaient enfermés et prennent la tête du soulèvement.
En octobre 855 à Limoges, afin de satisfaire les grands d'Aquitaine, Charles le Chauve fait proclamer, sacrer et couronner roi d'Aquitaine son second fils Charles l'Enfant par l'archevêque de Bourges, Raoul de Bourges. Le 7 juillet 856, à l'assemblée de Quierzy, Charles le Chauve offre l'amnistie aux Aquitains révoltés qui abandonneraient le parti de Pépin II ; il les convoque à Verberie pour le 26 juillet mais ils ne s'y rendent pas, attendant les renforts de Louis le Germanique. Comme celui-ci, en campagne contre les Slaves, n'intervient pas, ils reconnaissent de nouveau Charles l'Enfant au détriment de Pépin. Les Aquitains, de nouveau convoqués par Charles le Chauve au plaid de Neaufles en septembre, refusent de s'y présenter, mais Charles réussit toutefois à se réconcilier avec eux dans le courant du mois et le 14 octobre ils reconnaissent Charles l'Enfant comme roi à l'assemblée de Chartres.
Charles n'exerce qu'une autorité nominale sur l'Aquitaine. Au début de 862, à peine majeur, il prend comme épouse la veuve d'un comte nommé Humbert, sans l'autorisation de son père, à l'instigation du comte d'Auvergne Étienne et d'Efroi, peut-être l'ancien comte de Toulouse. Le roi Charles le Chauve réagit. L'entrevue de Meung-sur-Loire en mai suivant, entre Charles l'Enfant, son père et sa mère la reine Ermentrude ne donne rien et le jeune roi rentre exaspéré dans son royaume, malgré une apparente soumission. À l'automne de l'année suivante, la situation s'envenime et Charles le Chauve rassemble des troupes en Bourgogne. Il marche d'Auxerre (2 décembre 863) sur Nevers dans l'intention de franchir la Loire pour aller chercher son fils à Bourges, sa capitale. L'Enfant se rend alors à Nevers pour se soumettre avec les grands d'Aquitaine qui renouvellent leur serment de fidélité au roi de Francie occidentale. L'Enfant est ramené auprès de son père qui n'a que peu de confiance en sa soumission, alors que l'Aquitaine est ravagée par les bandes de Vikings entrés par la Loire, la Gironde et la Charente.
Pépin II, isolé, utilise les Normands pour ravager le Poitou l'année suivante. En mars 864, il les engage comme mercenaires et met le siège devant Toulouse ; le Toulousain, le Rouergue et l'Albigeois sont mis à sac, mais Pépin ne peut pas s'emparer de la ville défendue par les missi de Charles le Chauve. Il se retire puis est fait prisonnier par le comte Rannoux de Poitiers. Condamné par l'assemblée de Pîtres comme traitre et apostat en juin 864, il est emprisonné à Senlis où on perd sa trace.
Après le plaid général de Ver en mai 865, à la demande des grands et des évêques, Charles le Chauve envoie Charles l'Enfant de nouveau régner à Bourges comme roi d'Aquitaine.
Un an plus tard, le jeune homme est tué accidentellement au cours d'une chasse. Les Annales de Saint-Bertin rapportent l'accident de 866 : « Charles le jeune, que son père avait dernièrement reçu venant d'Aquitaine, et conduisait avec lui à Compiègne, retournant de la chasse la nuit dans la forêt de Cuise, tandis qu'il ne songeait qu'à s'amuser avec d'autres jeunes gens de son âge, fut, de l'œuvre du diable, frappé à la tête par le jeune Alboin d'un coup de dague qui lui pénétra quasi jusqu'au cerveau. Le coup, entré par la tempe gauche, traversa jusqu'à la mâchoire droite. » Charles meurt le 29 septembre 866 des suites de cette blessure. Il ne laisse pas de descendance et est enterré à Bourges.